# Nong Don (huyện)
Nong Don (tiếng Thái: หนองโดน) là một huyện (amphoe) ở vùng tây bắc của tỉnh Saraburi ở miền trung Thái Lan.

## Lịch sử
Tiểu huyện được lập với tên Nong Don ngày 15 tháng 7 năm 1968, khi ba tambon Nong Don, Ban Klap và Don Thong được tách ra từ Ban Mo..
Tiểu huyện đã được nâng cấp thành huyện ngày 21 tháng 8 năm1975.

## Địa lý
Các huyện giáp ranh (từ phía bắc theo chiều kim đồng hồ) là: Mueang Lop Buri của tỉnh Lopburi, Phra Phutthabat, Ban Mo và Don Phut của tỉnh Saraburi.

## Hành chính
Huyện này được chia thành 4 phó huyện (tambon), các đơn vị này lại được chia ra thành 34 làng (muban). Nong Don has township (thesaban tambon) và nằm trên 1.94 km² of tambon Nong Don. Có 3 Tổ chức hành chính tambon.
| \| STT. \| Tên \| Tên Thái \| Số làng \| Dân số \| \| \| 1. \| Nong Don \| หนองโดน \| 11 \| 5.562 \| \| \| 2. \| Ban Klap \| บ้านกลับ \| 10 \| 4.214 \| \| \| 3. \| Don Thong \| ดอนทอง \| 8 \| 2.792 \| \| \| 4. \| Ban Prong \| บ้านโปร่ง \| 5 \| 1.617 \| \| |           |          |         |        |  |
| STT. | Tên       | Tên Thái | Số làng | Dân số |  |
| 1. | Nong Don  | หนองโดน  | 11      | 5.562  |  |
| 2. | Ban Klap  | บ้านกลับ   | 10      | 4.214  |  |
| 3. | Don Thong | ดอนทอง   | 8       | 2.792  |  |
| 4. | Ban Prong | บ้านโปร่ง  | 5       | 1.617  |  |